# جولیان لسکات
جولیان لسکات (به انگلیسی: Joleon Lescott) (متولد ۱۶ اوت ۱۹۸۲) یک بازیکن فوتبال اهل انگلستان است.
وی به عنوان بازیکن تاکنون در تیم‌های و ولور همپتون و اورتون ومنچستر سیتی و وست برومویچ بازی کرده‌است.
همچنین او تاکنون ۲۶ بازی ملی هم برای تیم ملی فوتبال انگلستان انجام داده است.